# 瓦茨杜考
瓦茨杜考，是匈牙利佩斯州所辖的一个村。总面积8.40平方公里，总人口1328，人口密度158.1人/平方公里（2011年1月1日）。